# Landkreis Wittenberg
Der Landkreis Wittenberg ist eine Gebietskörperschaft im Osten des deutschen Landes Sachsen-Anhalt. Er liegt an den Flüssen Elbe und Schwarze Elster. Kreisstadt und zugleich mit rund 45.000 Einwohnern größte Gemeinde ist Lutherstadt Wittenberg.
Nachbarkreise sind im Norden die brandenburgischen Landkreise Potsdam-Mittelmark und Teltow-Fläming, im Osten der ebenfalls brandenburgische Landkreis Elbe-Elster, im Süden der sächsische Landkreis Nordsachsen und im Westen der Landkreis Anhalt-Bitterfeld und die kreisfreie Stadt Dessau-Roßlau.
Der Landkreis Wittenberg gehört zur Metropolregion Mitteldeutschland und grenzt an die Hauptstadtregion Berlin-Brandenburg.

## Geographie
Die Elbe durchfließt auf einer Länge von 52 km in einer über große Abschnitte naturnahen Auenlandschaft den Landkreis. Im Norden erstrecken sich von Ost nach West die waldreichen Höhenzüge des Fläming und seiner Ausläufer. Im Süden liegt das größte zusammenhängende Waldgebiet Mitteldeutschlands, die Dübener Heide.
Der Waldanteil ist mit 39,8 Prozent der Gesamtfläche der größte aller Landkreise in Sachsen-Anhalt.

## Geschichte
Der Landkreis besteht in der heutigen Ausdehnung seit 2007.
Verwaltungsgeschichte
- 1816–1947: Aufgrund der Beschlüsse des Wiener Kongresses vom 21. Mai 1815 gelangte der einstige Kurkreis, der aus dem Herzogtum Sachsen-Wittenberg entstanden war, in die Hand von Preußen. Kurzzeitig erhielten die neu gewonnenen Landschaftsteile wieder die Bezeichnung „Herzogtum Sachsen“, jedoch wurde die Bezeichnung in „Provinz Sachsen“ geändert. Der Kreis Wittenberg gehörte zum neu gebildeten preußischen Regierungsbezirk Merseburg. Am 1. Oktober 1816 entstand der (alte) Kreis Wittenberg, der aus den alten sächsischen Ämtern Wittenberg und Pretzsch gebildet wurde.
- 1947–1952: Auf Befehl der SMAD entstand 1947 nach der Auflösung des preußischen Staates aus der preußischen Provinz Sachsen und aus dem Land Anhalt das Land Sachsen-Anhalt.
- 1952–1990: Durch das „Gesetz über die weitere Demokratisierung des Aufbaus und der Arbeitsweise der staatlichen Organe in den Ländern der Deutschen Demokratischen Republik“ von 1952 wurden die bisherigen Länder aufgelöst und stattdessen Bezirke gebildet. Der Kreis Wittenberg wurde dem Bezirk Halle zugeordnet. Gleichzeitig wurde er stark verkleinert, da er zahlreiche Gemeinden an die Kreise Jüterbog (Bezirk Potsdam), Jessen (Bezirk Cottbus), Torgau (Bezirk Leipzig) und an den neu gebildeten Kreis Gräfenhainichen (Bezirk Halle) abgeben musste.
- 1990–1994: Seit der Neugründung der Länder in der DDR gehört der Kreis Wittenberg wieder zum Land Sachsen-Anhalt.

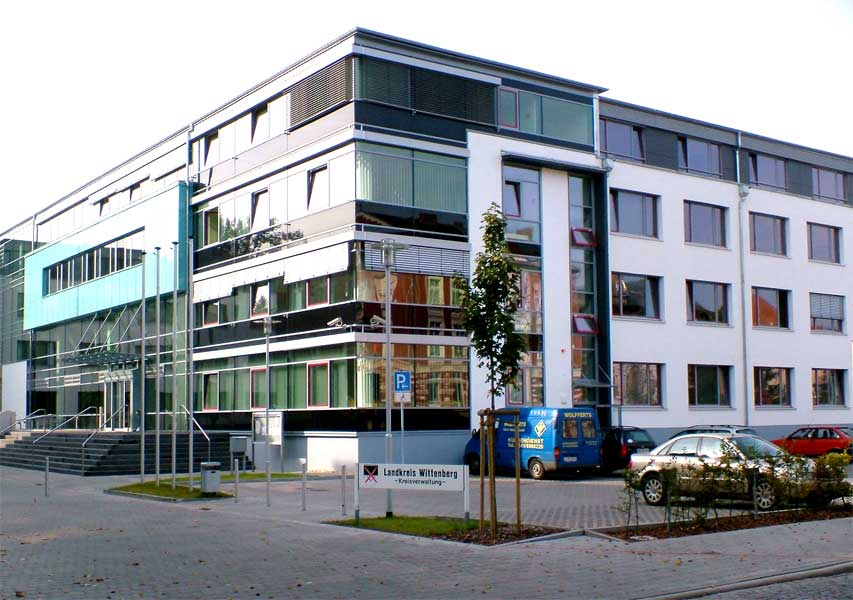
Verwaltungsgebäude Landkreis Wittenberg

- 1994–2007: Am 3. Juni 1993 beschloss der Landtag von Sachsen-Anhalt die erste Kreisgebietsreform. In der Folge entstand 1994 der Landkreis Wittenberg aus dem bisherigen Kreis Wittenberg und dem Kreis Jessen sowie einem Teil des Kreises Gräfenhainichen.
- seit 2007: Im Zuge der zweiten Kreisgebietsreform endete am 1. Juli 2007 formal die Existenz des bisherigen Landkreises Wittenberg. Rechtsnachfolger ist der (gleichnamige) Landkreis Wittenberg, dem die zwei Verwaltungsgemeinschaften Coswig (Anhalt) und Wörlitzer Winkel mit 27 Gemeinden des bisherigen Landkreises Anhalt-Zerbst zugeordnet wurden. Alle Verwaltungsgemeinschaften des Landkreises wurden zwischen 2009 und 2011 aufgelöst.

## Bevölkerung
| Jahr | Einwohner |
| ---- | --------- |
| 2007 | 142.906   |
| 2010 | 137.070   |
| 2015 | 128.447   |
| 2020 | 124.185   |
| 2021 | 123.341   |
| 2022 | 123.888   |
| 2023 | 123.246   |

Stand: 31. Dezember des jeweiligen Jahres

## Politik

### Kreistag
Aus dem rechts dargestellten Ergebnis der Kreistagswahl vom 9. Juni 2024 ergab sich folgende Sitzverteilung:
- Linke: 4
- SPD: 6
- Grüne: 1
- AdB: 1
- FW: 7
- FDP: 1
- CDU: 14
- AfD: 14

| Parteien und Wählergemeinschaften | Parteien und Wählergemeinschaften                                           | 2019    | 2019   | 2014    | 2014   | 2007    | 2007   | 2004 1  | 2004 1 | 1999 1  | 1999 1 | 1994 1  | 1994 1 |
| Parteien und Wählergemeinschaften | Parteien und Wählergemeinschaften                                           | Prozent | Sitze  | Prozent | Sitze  | Prozent | Sitze  | Prozent | Sitze  | Prozent | Sitze  | Prozent | Sitze  |
| --------------------------------- | --------------------------------------------------------------------------- | ------- | ------ | ------- | ------ | ------- | ------ | ------- | ------ | ------- | ------ | ------- | ------ |
| CDU                               | Christlich Demokratische Union Deutschlands                                 | 25,7    | 12     | 33,2    | 16     | 36,1    | 18     | 37,9    | 18     | 42,9    | 21     | 32,8    | 16     |
| FREIE WÄHLER                      | FREIE WÄHLER                                                                | 20,0    | 10     | 14,7    | 7      | -       | -      | -       | -      | -       | -      | -       | -      |
| AfD                               | Alternative für Deutschland                                                 | 16,4    | 8      | 2,6     | 1      | -       | -      | -       | -      | -       | -      | -       | -      |
| SPD                               | Sozialdemokratische Partei Deutschlands                                     | 13,8    | 7      | 16,9    | 8      | 19,3    | 9      | 19,5    | 10     | 24,0    | 12     | 28,7    | 14     |
| DIE LINKE. 2                      | DIE LINKE.                                                                  | 12,8    | 6      | 21,5    | 10     | 21,0    | 10     | 25,7    | 12     | 19,1    | 9      | 16,5    | 8      |
| GRÜNE                             | Bündnis 90/Die Grünen                                                       | 4,6     | 2      | 2,6     | 1      | 2,7     | 1      | 2,5     | 1      | 1,9     | 1      | 6,0     | 3      |
| AdB                               | Allianz der Bürger                                                          | 2,8     | 1      | 4,5     | 2      | -       | -      | -       | -      | -       | -      | -       | -      |
| FDP                               | Freie Demokratische Partei                                                  | 2,5     | 1      | 1,6     | 1      | 4,8     | 2      | 7,0     | 3      | 5,2     | 3      | 6,7     | 3      |
| NPD                               | Nationaldemokratische Partei Deutschlands                                   | 1,0     | 1      | 0,9     | 1      | -       | -      | -       | -      | -       | -      | -       | -      |
| BBP                               | Bürgerbewegung Landkreis Wittenberg                                         | -       | -      | 1,4     | 1      | 1,2     | 1      | 3,9     | 2      | 3,5     | 2      | 8,7     | 4      |
| FWW                               | Freie Wähler für Wittenberg                                                 | -       | -      | -       | -      | 9,9     | 5      | -       | -      | -       | -      | -       | -      |
| Offensive D                       | Offensive D                                                                 | -       | -      | -       | -      | 2,7     | 1      | 2,9     | 2      | -       | -      | -       | -      |
| DP                                | Deutsche Partei                                                             | -       | -      | -       | -      | 1,5     | 1      | -       | -      | -       | -      | -       | -      |
| Tierschutz-partei                 | Die Tierschutzpartei                                                        | -       | -      | -       | -      | -       | -      | 0,7     | -      | -       | -      | -       | -      |
| WG LUN                            | Landwirtschaft, Umwelt und Natur                                            | -       | -      | -       | -      | -       | -      | -       | -      | 1,0     | -      | -       | -      |
| DVU                               | Deutsche Volksunion                                                         | -       | -      | -       | -      | -       | -      | -       | -      | 0,8     | -      | -       | -      |
| STATT Partei                      | Statt Partei                                                                | -       | -      | -       | -      | -       | -      | -       | -      | 0,4     | -      | -       | -      |
| WG BDM                            | Bürgerverein für Dorfentwicklung „Mühlengrund“                              | -       | -      | -       | -      | -       | -      | -       | -      | 0,4     | -      | -       | -      |
| WG SCM                            | Sozial Christliche Mitte                                                    | -       | -      | -       | -      | -       | -      | -       | -      | 0,4     | -      | -       | -      |
| WG VBI/LSA                        | Verband der Bürgerinitiativen für Kommunalabgaben des Landes Sachsen-Anhalt | -       | -      | -       | -      | -       | -      | -       | -      | 0,4     | -      | -       | -      |
| EB                                | Einzelbewerber                                                              | 0,4     | -      | -       | -      | 0,7 3   | -      | -       | -      | -       | -      | 0,5 4   | -      |
| Sonst.                            | Sonstige                                                                    | -       | -      | -       | -      | -       | -      | -       | -      | -       | -      | 0,1     | -      |
| Gesamt                            | Gesamt                                                                      | 100     | 48     | 100     | 48     | 100     | 48     | 100     | 48     | 100     | 48     | 100     | 48     |
| Wahlbeteiligung                   | Wahlbeteiligung                                                             | 56,7 %  | 56,7 % | 47,0 %  | 47,0 % | 36,6 %  | 36,6 % | 46,6 %  | 46,6 % | 55,3 %  | 55,3 % | 67,6 %  | 67,6 % |

### Landrat
- 1994–2001: Wulf Littke (CDU)
- 2001–2007: Hartmut Dammer (parteilos)
- 2007–2021: Jürgen Dannenberg (DIE LINKE.)
- 2021–0000: Christian Tylsch (CDU)[9]

### Wappen
| Wappen von Landkreis Wittenberg | Blasonierung: „Zwei rote Schwerter gekreuzt auf Schwarz über Silber geteiltem Schild.“ |
| Wappen von Landkreis Wittenberg | Wappenbegründung: Die gekreuzten Schwerter stellten das Würdezeichen der Herzöge von Sachsen-Wittenberg als Erzmarschälle des Heiligen Römischen Reiches Deutscher Nation. Dieses Amt war den Kurfürsten von Sachsen vorbehalten, die für eine über vierhundertjährige gemeinsame Verwaltungsgeschichte der Gebiete um Wittenberg, Jessen und Gräfenhainichen stehen. Das Wappen geht direkt auf die historische Reichsrennfahne zurück. |

Dem Landkreis Wittenberg wurde das Wappen erstmals durch Erlass des preußischen Staatsministeriums vom 28. Februar 1939 verliehen. Seit 1990 fand das Wappen erneute Anwendung für den Landkreis Wittenberg. Im Zuge der Kreis- und Gebietsreformen 1994 und 2007 entschied sich der Kreistag jeweils für die Weiterführung des Wappens.

### Flagge
Die Flagge des Landkreises zeigt die Farben Schwarz-Rot mit geführtem Wappen längs und quer gehisst.

## Wirtschaft
Die Branchen chemische Industrie (SKW Piesteritz, PCI, PTE), Maschinenbau (Krafotec, MMW), Spezialfahrzeugbau (Feldbinder, Empl, Annaburger), Verpackungsmittelindustrie (SIG Combibloc) und die Nahrungs- und Genussmittelproduktion (Lieken, Upfield, Wikana, Ditsch, Jütro, Himmelsberger) sind im verarbeitenden Gewerbe strukturbestimmend.
Lutherstadt Wittenberg ist mit 187.750 Übernachtungen (2019) auch eine bedeutende Tourismusdestination, Tagungs- und Kongressstadt.
Oranienbaum-Wörlitz zieht mit dem Wörlitzer Park – als Teil des Dessau-Wörlitzer Gartenreichs – Tagestouristen an.
In der Kurstadt Bad Schmiedeberg (Eisenmoorbad, Reha-Zentrum) stellt die Gesundheitswirtschaft einen wesentlichen Wirtschaftsfaktor dar.
Gräfenhainichen generiert unter anderem Einnahmen aus dem Freilichtmuseum Ferropolis, der „Stadt aus Eisen“, die zudem als Veranstaltungsort für mehrere überregional bekannte Musikfestivals (Melt!, splash!) dient.
In Jessen (Elster) gibt es produzierendes Gewerbes (Industrie und Handwerk) mit Branchenschwerpunkten in der Lebensmittelverarbeitung und dem Metall- und Maschinenbau.
Der Jessener Ortsteil Holzdorf ist mit dem Fliegerhorst Schönewalde/Holzdorf ein 400 Bedienstete umfassender Standort der Luftwaffe der Bundeswehr.
Etwa 50 % der Fläche des Kreises werden ferner landwirtschaftlich genutzt.
Im Zukunftsatlas 2016 belegte der Landkreis Wittenberg noch Platz 395 von 402 Landkreisen und kreisfreien Städten in Deutschland und zählte damit zu den Regionen mit „sehr hohen Zukunftsrisiken“.
Im Zukunftsatlas 2019 belegte der Landkreis Wittenberg bereits Platz 385 von 401 Landkreisen und kreisfreien Städten in Deutschland und zählte damit zu den Regionen mit „hohen Zukunftsrisiken“, gehörte gleichzeitig allerdings zu den kontinuierlichen Aufsteigern in diesem Ranking. Die Tendenz der letzten Jahre zeigte hier einen Aufstieg um drei Stufen, wie dies auch im Falle der nahen Metropolen Berlin und Leipzig zu konstatieren ist.
Bei der Dynamik lag der Landkreis Wittenberg in diesem Ranking auf Platz 279 und damit im gesamtdeutschen Mittelfeld.
Die Selbstständigenquote im Landkreis Wittenberg lag in den Jahren 2015 bis 2019 zwischen 10,7 % und 9,5 % und damit regelmäßig über dem Landesdurchschnitt (9,1 % bis 8,2 %) und positionierte den Kreis durchgehend in der Spitzengruppe unter den sachsen-anhaltischen Landkreisen.
Seit dem Bestehen des Landkreises Wittenberg in seiner aktuellen Form und Ausdehnung hat sich die Arbeitslosenquote von 14,2 % (Juli 2007) auf 7,1 % (April 2021) halbiert, wobei diese vor der Corona-Pandemie mit 5,7 % im September und Oktober 2019 einen Tiefpunkt erreichte, als damit nahezu Vollbeschäftigung bestand.
Sowohl die Zahl der Berufsausbildungsstellen als auch – nicht ganz so stark – die Zahl der Bewerber sind im Landkreis Wittenberg in den Jahren 2019 bis 2022 weiterhin kontinuierlich gestiegen. Die Stellenauswahl für die Bewerber nahm dabei weiter zu, so dass 2021/2022 auf jeden Bewerber rund zwei freie Berufsausbildungsstellen kamen. Die Ausbildungsplatzversorgung im Landkreis Wittenberg lag im Mai 2022 mit 47 Bewerbern auf 100 Stellen – genau gleichauf etwa mit dem südbayerischen Landkreis Bad Tölz-Wolfratshausen – im vorderen Sechstel aller Landkreise in Deutschland.

## Verkehr

### Autoverkehr
Die Bundesautobahn 9 (Berlin-München) führt im Nordwesten und Westen durch das Gebiet des Landkreises. Die Anschlussstellen 7 (Köselitz), 8 (Coswig) und 9 (Vockerode) liegen im Kreisgebiet.
Durch das Landkreisgebiet führen die Bundesstraßen 2 und 187, die sich in der Kreisstadt kreuzen. Südlich der Elbe enden die Bundesstraßen 100 und 182 an der Bundesstraße 2 im Ortsteil Eutzsch der Stadt Kemberg. Die Bundesstraße 107 führt von der brandenburgischen Landesgrenze nördlich des Coswiger Ortsteils Göritz bis zur Einmündung in die B187 in Coswig.
Zum 1. Januar 2014 waren hier 89.810 Kraftfahrzeuge zugelassen, darunter 5.651 Krafträder, 74.290 PKW, davon 5.164 gewerbliche PKW, 6.212 LKW sowie 1.991 Zugmaschinen in der Land- und Forstwirtschaft.

### Schienenverkehr

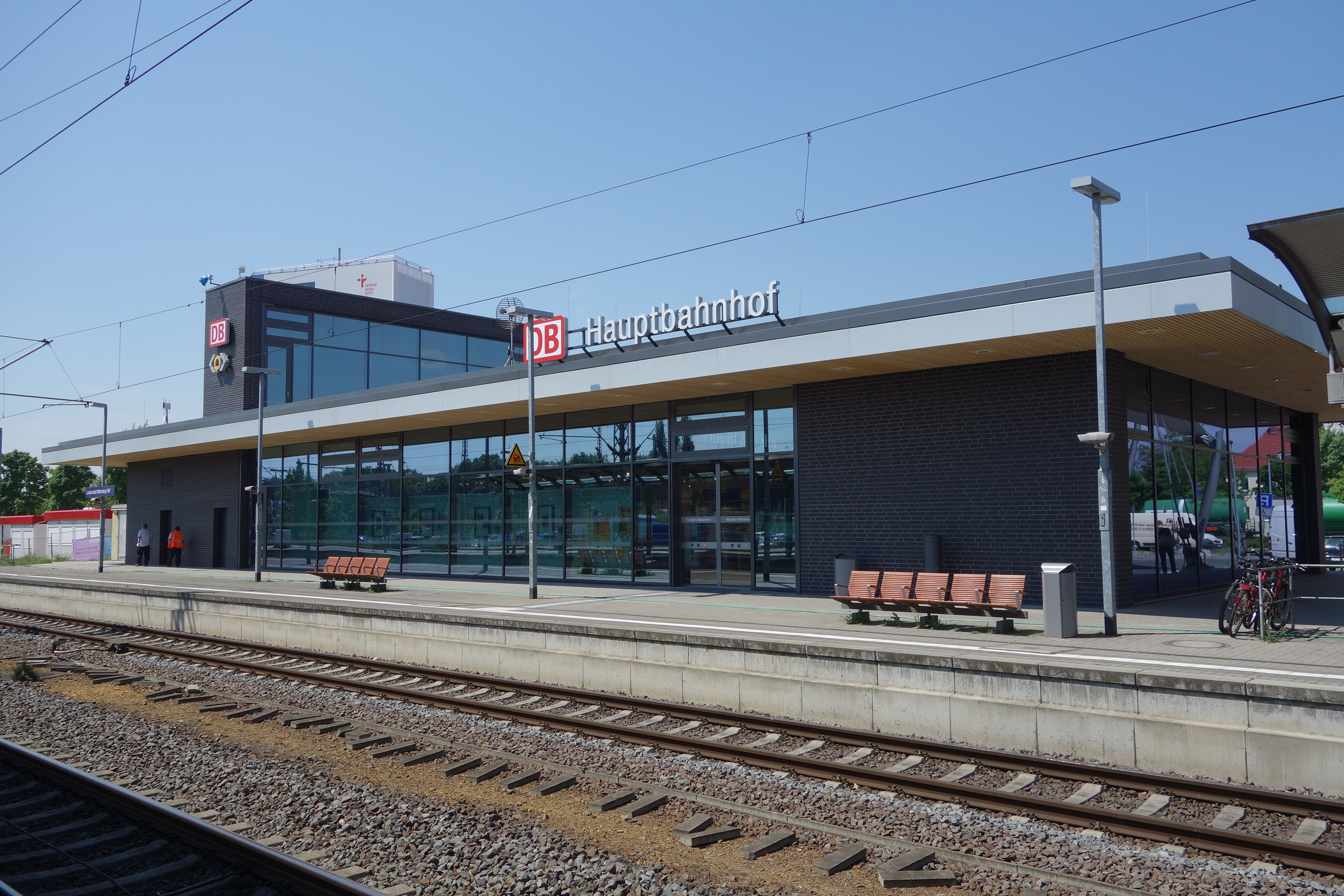
Der Hauptbahnhof von Lutherstadt Wittenberg wird täglich von über 5.000 Reisenden passiert und wurde zum „Grünen Bahnhof“ umgebaut.

Durch den Landkreis Wittenberg führen zwei überregionale Eisenbahnstrecken, die sich im Wittenberger Hauptbahnhof kreuzen: An der Bahnstrecke Berlin–Halle/Leipzig–München gibt es dort jeweils alle zwei Stunden einen Halt der Intercity-Express-Linien 11 und 28 – es resultieren stündliche ICE-Abfahrten von Lutherstadt Wittenberg Hbf gen Norden nach Berlin (Südkreuz und Hbf) und gen Süden nach Leipzig Hbf, die für die Pendlervernetzung in der Region von besonderer Bedeutung sind. Es verkehren darüber hinaus Regionalexpress-Züge nach Berlin sowie die Linien S2 und S8 der S-Bahn Mitteldeutschland. In West-Ost-Richtung wird der Landkreis durch die Strecke Dessau-Roßlau–Falkenberg mit stündlich verkehrenden Regionalbahnen erschlossen. Fast alle Nahverkehrsleistungen werden von DB Regio erbracht, in deren Zügen der Tarif des Mitteldeutschen Verkehrsverbunds (MDV) gilt.
Der Landkreis wird im Osten von der Bahnstrecke Jüterbog–Riesa tangiert: Auf dem Kreisgebiet liegen die Bahnhöfe Linda (Elster) und Holzdorf (Elster). Auf der eingleisigen Bahnstrecke Pratau–Torgau mit ihrer Zweigstrecke nach Eilenburg über Bad Schmiedeberg findet nur noch in geringem Umfang saisonaler Verkehr statt. Die Bahnhöfe Wörlitz und Oranienbaum der Dessau-Wörlitzer Eisenbahn werden nur in der Sommersaison bedient.
Historisch erwähnenswert sind weitere Bahnstrecken:
- Ein Abschnitt der eingleisigen Bahnstrecke Lutherstadt Wittenberg–Straach wird bedarfsweise für Gütertransporte genutzt, der Rest ist stillgelegt.
- Von der Dübener-Heide-Bahn zweigte zwischen Pretzsch (Elbe) und Torgau bei Dommitzsch ein Gleis zur Elbe ab: Dort war bis 1989 die NVA mit dem pioniermäßigen Eisenbahnbrückenbau über die Elbe beschäftigt – es wurde die Herstellung der Verbindung zur Prettin-Annaburger Kleinbahn (1902–1996) geübt.
- Die Eisenbahnstrecke Bergwitz–Kemberg wurde in den 1950er Jahren stillgelegt und abgebaut.

### Busverkehr
Der öffentliche Personennahverkehr wird seit dem 1. Januar 2007 durch den Unternehmensverbund Neuer Wittenberger Busverkehr durchgeführt. Dieser setzte sich in einem europaweiten Bieterwettbewerb durch. Der Unternehmensverbund wird durch mehrere regionale Busunternehmen gebildet.

## Gemeinden
Einheitsgemeinden
(Städte sind fett hervorgehoben)
(* Sitz des Landkreises)
| Wappen | Gemeinde                | Einwohner (31. Dezember 2023) | Fläche in km² |
| ------ | ----------------------- | ----------------------------- | ------------- |
|        | Annaburg                | 6389                          | 224,41        |
|        | Bad Schmiedeberg        | 7998                          | 160,31        |
|        | Coswig (Anhalt)         | 11.273                        | 295,72        |
|        | Gräfenhainichen         | 11.314                        | 159,35        |
|        | Jessen (Elster)         | 13.694                        | 352,15        |
|        | Kemberg                 | 9309                          | 235,21        |
|        | Oranienbaum-Wörlitz     | 8070                          | 115,51        |
|        | Lutherstadt Wittenberg* | 45.126                        | 240,40        |
|        | Zahna-Elster            | 9057                          | 148,62        |

## Schutzgebiete
Im Landkreis befinden sich 19 ausgewiesene Naturschutzgebiete (Stand Februar 2017).

## Gebietsänderungen

### Veränderungen auf Gemeindeebene
- Auflösung der Gemeinden Reinsdorf, Pratau und Seegrehna – Eingliederung nach Lutherstadt Wittenberg (15. Oktober 1993)[24]
- Auflösung der Gemeinde Klebitz – Eingliederung nach Zahna (15. Oktober 1993)
- Auflösung der Gemeinde Purzien – Eingliederung nach Annaburg (16. Februar 2003)
- Auflösung der Gemeinde Rahnsdorf – Eingliederung nach Zahna (1. Juli 2003)
- Auflösung der Gemeinde Premsendorf – Eingliederung nach Annaburg (3. August 2003)
- Auflösung der Gemeinde Löben – Eingliederung nach Annaburg (1. Januar 2004)
- Auflösung der Gemeinde Zieko – Eingliederung nach Coswig (Anhalt) (1. Januar 2004)
- Auflösung der Stadt Seyda – Eingliederung nach Jessen (Elster) (1. März 2004)
- Auflösung der Gemeinde Rade – Eingliederung nach Jessen (Elster) (1. Juli 2004)
- Auflösung der Gemeinden Nudersdorf und Schmilkendorf – Eingliederung nach Lutherstadt Wittenberg (1. Januar 2005)[24]
- Auflösung der Gemeinde Bergwitz – Eingliederung nach Kemberg (1. Juli 2005)
- Auflösung der Gemeinde Ateritz – Eingliederung nach Kemberg (1. Januar 2006)
- Auflösung der Gemeinde Dorna – Eingliederung nach Kemberg (1. Januar 2007)
- Auflösung der Gemeinde Jüdenberg – Eingliederung nach Gräfenhainichen (1. Januar 2007)
- Auflösung der Gemeinde Griebo – Eingliederung nach Lutherstadt Wittenberg (1. Januar 2008)[24]
- Auflösung der Gemeinde Wörpen – Eingliederung nach Coswig (Anhalt) (1. Januar 2008)
- Auflösung der Gemeinde Bülzig – Eingliederung nach Zahna (1. Juli 2008)
- Auflösung der Gemeinden Abtsdorf und Mochau – Eingliederung nach Lutherstadt Wittenberg (1. Januar 2009)
- Auflösung der Gemeinde Globig-Bleddin – Eingliederung nach Kemberg (1. Januar 2009)
- Auflösung der Gemeinden Buko, Cobbelsdorf, Köselitz, Senst und Serno – Eingliederung nach Coswig (Anhalt) (1. Januar 2009)
- Auflösung der Gemeinden Düben und Klieken – Eingliederung nach Coswig (Anhalt) (1. März 2009)
- Auflösung der Gemeinden Hundeluft, Jeber-Bergfrieden, Möllensdorf und Ragösen – Eingliederung nach Coswig (Anhalt) (1. Juli 2009)
- Auflösung der Gemeinden Korgau, Meuro, Pretzsch (Elbe), Priesitz, Schnellin, Söllichau und Trebitz – Neugründung der Stadt Bad Schmiedeberg (1. Juli 2009)
- Auflösung der Gemeinden Boßdorf, Kropstädt und Straach – Eingliederung nach Lutherstadt Wittenberg (1. Januar 2010)
- Auflösung der Gemeinde Naundorf bei Seyda – Eingemeindung nach Jessen (Elster) (1. Januar 2010)

Die folgend aufgezählten Eingemeindungen beziehungsweise Gemeindeauflösungen sind das Ergebnis des Gesetzes über die Neugliederung der Gemeinden im Land Sachsen-Anhalt betreffend den Landkreis Wittenberg (GemNeuglG WB):
- Auflösung der Gemeinde Thießen – Eingemeindung nach Coswig (Anhalt) (1. September 2010)
- Zusammenlegung der Städte Oranienbaum und Wörlitz sowie der Gemeinden Brandhorst, Gohrau, Griesen, Horstdorf, Kakau, Rehsen, Riesigk und Vockerode zur Stadt Oranienbaum-Wörlitz (1. Januar 2011)
- Auflösung der Gemeinden Klöden und Schützberg – Eingemeindung in die Stadt Jessen (Elster) (1. Januar 2011)
- Zusammenlegung der Stadt Zahna sowie der Gemeinden Dietrichsdorf, Elster (Elbe), Gadegast, Leetza, Listerfehrda, Mühlanger, Zemnick und Zörnigall zur Stadt Zahna-Elster (1. Januar 2011)
- Auflösung der Stadt Prettin sowie der Gemeinden Axien, Bethau, Groß Naundorf, Labrun, Lebien und Plossig – Eingemeindung in die Stadt Annaburg (1. Januar 2011)
- Auflösung der Gemeinden Möhlau, Schköna, Tornau und Zschornewitz – Eingemeindung in die Stadt Gräfenhainichen (1. Januar 2011)
- Auflösung der Gemeinde Mühlanger und Eingemeindung in die Stadt Zahna-Elster, nachdem die ursprüngliche Eingemeindung für ungültig erklärt worden war (1. Januar 2014)

Die Anzahl der Gemeinden verringerte sich von 108 auf 9 (Landkreis Wittenberg seit dem 1. Juli 1994 und inkl. Kreisreform).

### Veränderungen bei Verwaltungsgemeinschaften
- Auflösung der Verwaltungsgemeinschaft Jessen – Bildung der Einheitsgemeinde Stadt Jessen (Elster) aus den Mitgliedsgemeinden (1. Januar 1999)
- Neubildung der Verwaltungsgemeinschaft Bad Schmiedeberg aus der Stadt Bad Schmiedeberg sowie den Gemeinden Korgau und Söllichau der Verwaltungsgemeinschaft Elbe-Heiderand-Gemeinden (27. Februar 2000)
- Auflösung der Verwaltungsgemeinschaft Elbe-Heiderand-Gemeinden – Neubildung der Verwaltungsgemeinschaft Elbe-Heideland-Gemeinden aus den Mitgliedsgemeinden (9. April 2000)
- Auflösung der Verwaltungsgemeinschaft Holzdorf – Eingliederung der Mitgliedsgemeinden in die Stadt Jessen (Elster) (1. März 2004)
- Auflösung der Verwaltungsgemeinschaft Zschornewitz-Möhlau – Eingliederung der Mitgliedsgemeinden in die Verwaltungsgemeinschaft Tor zur Dübener Heide (1. Juli 2004)
- Auflösung der Verwaltungsgemeinschaften Bad Schmiedeberg und Elbe-Heideland-Gemeinden – Neubildung der Verwaltungsgemeinschaft Kurregion Elbe-Heideland (1. Januar 2005)
- Auflösung der Verwaltungsgemeinschaften Elster-Seyda-Klöden, Mühlengrund, Südfläming und Zahna – Neubildung der Verwaltungsgemeinschaft Elbaue-Fläming aus den Mitgliedsgemeinden (1. Januar 2005)
- Auflösung der Verwaltungsgemeinschaften Annaburg und Heideck-Prettin – Neubildung der Verwaltungsgemeinschaft Annaburg-Prettin aus den Mitgliedsgemeinden (1. Januar 2005)
- Auflösung der Verwaltungsgemeinschaften Bergwitzsee und Kemberg – Neubildung der Verwaltungsgemeinschaft Kemberg aus den Mitgliedsgemeinden (1. Januar 2005)
- Auflösung der Verwaltungsgemeinschaft Kurregion Elbe-Heideland – Neubildung der Einheitsgemeinde Stadt Bad Schmiedeberg aus den Mitgliedsgemeinden (1. Juli 2009)
- Auflösung der Verwaltungsgemeinschaft Kemberg – Eingemeindung der Mitgliedsgemeinden (außer Kemberg) nach Kemberg (1. Januar 2010)
- Auflösung der Verwaltungsgemeinschaft Coswig (Anhalt) – Eingemeindung der Mitgliedsgemeinden nach Coswig (Anhalt) (1. September 2010)
- Auflösung der Verwaltungsgemeinschaft Wörlitzer Winkel – Bildung der Einheitsgemeinde Stadt Oranienbaum-Wörlitz aus den Mitgliedsgemeinden (1. Januar 2011)
- Auflösung der Verwaltungsgemeinschaft Elbaue-Fläming – Bildung der Einheitsgemeinde Stadt Zahna-Elster aus den restlichen Mitgliedsgemeinden, die nicht in die Stadt Jessen (Elster) eingemeindet wurden (1. Januar 2011)
- Auflösung der Verwaltungsgemeinschaft Annaburg-Prettin – Eingliederung der Mitgliedsgemeinden in die Stadt Annaburg (1. Januar 2011)
- Auflösung der Verwaltungsgemeinschaft Tor zur Dübener Heide – Eingliederung der Mitgliedsgemeinden in die Stadt Gräfenhainichen (1. Januar 2011)

Somit verringerte sich die Anzahl der Verwaltungsgemeinschaften von 14 auf 0 (inkl. Kreisreform).

### Namensänderungen
- von Euper zu Abtsdorf (1. Dezember 1995)

Die Gemeinde Euper mit dem Ortsteil Abtsdorf wurde zur Gemeinde Abtsdorf mit dem Ortsteil Euper.
- von Groß-Naundorf zu Groß Naundorf (1. Januar 1998)

## Kfz-Kennzeichen
Anfang 1991 erhielt der Landkreis das Unterscheidungszeichen WB, das bis heute ausgegeben wird. Durch die Kennzeichenliberalisierung sind seit dem 29. November 2012 auch die Unterscheidungszeichen GHC (Gräfenhainichen) und JE (Jessen) erhältlich.